# Оптом дешевле (фильм, 2003)
«Оптом дешевле» (англ. Cheaper by the Dozen) — американская кинокомедия 2003 года. Премьера (мир) 25 декабря 2003 года, Премьера (РФ) 26 февраля 2004 года.
Релиз на DVD 22 июня 2010 года. Слоган: «Growing pains? They’ve got twelve of them!». 
Фильм снят по мотивам одноимённой, выпущенной в 1948 году, автобиографической книги брата и сестры Фрэнка и Эрнестины Гилбретов, детей учёных-инженеров Фрэнка и Лилиан Гилбертов, однако, кроме 12 детей, книгу и фильм больше ничего не объединяет. В 2005 году вышла вторая часть — «Оптом дешевле 2».

## Сюжет
Том (Стив Мартин) и Кейт (Бонни Хант) вместе ещё со школы. Они всегда мечтали о большой семье и успешной карьере. Но после рождения первых детей мысли о карьере ушли на второй план и все семейство переехало в спокойный Иллинойс. Когда детей стало уже двенадцать, Тому предложили работу его мечты — тренировать футбольную команду.
Для этого всей семье опять приходится поменять место жительства. Кейт тоже повезло — её мемуары наконец-то опубликуют. Она едет на презентацию книги в Нью-Йорк, оставляя Тома следить за целой оравой детей.

## В ролях
Родители:
- Стив Мартин — Том Бейкер
- Бонни Хант — Кейт Бейкер

Дети:
- Пайпер Перабо — Нора Бейкер
- Том Уэллинг — Чарли Бейкер
- Хилари Дафф — Лоррейн Бейкер
- Кевин Шмидт[англ.] — Генри Бейкер
- Элисон Стоунер — Сара Бейкер
- Джейкоб Смит[англ.] — Джейк Бейкер
- Лилиана Муми — Джессика Бейкер
- Морган Йорк — Ким Бейкер
- Форрест Лэндис[англ.] — Марк Бейкер
- Блейк Вудруфф[англ.] — Майк Бейкер
- Брент Кинсман — Найджел Бейкер
- Шейн Кинсман — Кайл Бейкер

Соседи в Чикаго:
- Паула Маршалл — Тина Шенк
- Алан Рак — Билл Шенк
- Стивен Энтони Лоуренс[англ.] — Дилан Шенк

Прочие:
- Ричард Дженкинс — Шейк
- Эштон Кутчер — Хэнк, бойфренд Норы
- Ванесса Белл Кэллоуэй — Диана, подруга Кейт Бейкер
- Шон Леви — Репортер
- Джаред Падалеки — школьный хулиган

Изначально роль Чарли Бейкера была предложена Джареду Падалеки, но тот был занят участием в других проектах. Тогда ему предложили эпизодическую роль школьного хулигана, который задирает Чарли, так для этой роли требовался актёр, который был бы выше ростом Тома Уэллинга.

## Рецензии и обзоры
Обозреватель газеты «КоммерсантЪ» Михаил Трофименков говорит о том, что фильм «внушает иллюзию, что обилие детей счастью не помеха», а также считает, что «Оптом дешевле» понравится и взрослой аудитории, которая «впала если не в детство, то в расслабленное состояние». Также фильм продержался три недели в рейтинге газеты.

## Награды
| Год  | Премия             | Категория                             | Номинант                                    | Результат |
| ---- | ------------------ | ------------------------------------- | ------------------------------------------- | --------- |
| 2004 | «Золотая малина»   | «Худший актёр»                        | Эштон Кутчер                                | Номинация |
| 2004 | Teen Choice Awards | Choice Movie: Blush                   | Хилари Дафф                                 | Номинация |
| 2004 | Teen Choice Awards | Choice Movie: Male Breakout Star      | Том Уэллинг                                 | Номинация |
| 2004 | Teen Choice Awards | Choice Movie: Liplock                 | Пайпер Перабо и Эштон Кутчер                | Номинация |
| 2004 | Teen Choice Awards | Choice Movie: Hissy Fit               | Эштон Кутчер                                | Номинация |
| 2004 | Young Artist Award | Best Young Actor Age Ten or Younger   | Форрест Лэндис                              | Победа    |
| 2004 | Young Artist Award | Best Young Actress Age Ten or Younger | Элисон Стоунер                              | Номинация |
| 2004 | Young Artist Award | Best Young Ensemble Cast              | «Дети» семьи Бейкер и Стивен Энтони Лоуренс | Победа    |